# Cinnamon Girl
 (mai 2017).
Si vous disposez d'ouvrages ou d'articles de référence ou si vous connaissez des sites web de qualité traitant du thème abordé ici, merci de compléter l'article en donnant les références utiles à sa vérifiabilité et en les liant à la section « Notes et références ».
Cinnamon Girl est une chanson de Neil Young paru sur l'album Everybody Knows This Is Nowhere.

## Reprises par Neil Young
- 1970 : Live at the Cellar Door.
- 1978 : Live in San Francisco 22-10-1978 (LP)
- 1979 : Live Rust
- 1991 : Weld
- 2021 : Way Down In The Rust Bucket

## Interprétations par d'autres artistes
- Radiohead, Amnesiac tour
- Motörhead, compilation All The Aces
- The Smashing Pumpkins
- Type O Negative, October Rust
- John Entwistle, Smash Your Head Against the Wall
- Philip Sayce (en), Peace Machine

## Au cinéma
Sauf indication contraire, les informations mentionnées dans cette section peuvent être confirmées par le générique de fin de l'œuvre audiovisuelle présentée ici, ainsi que par la base de données cinématographiques IMDb,  présente dans la section « Liens externes ».
- 2008 : Les Liens du sang de Jacques Maillot : bande originale